# Új-Zéland földtörténete

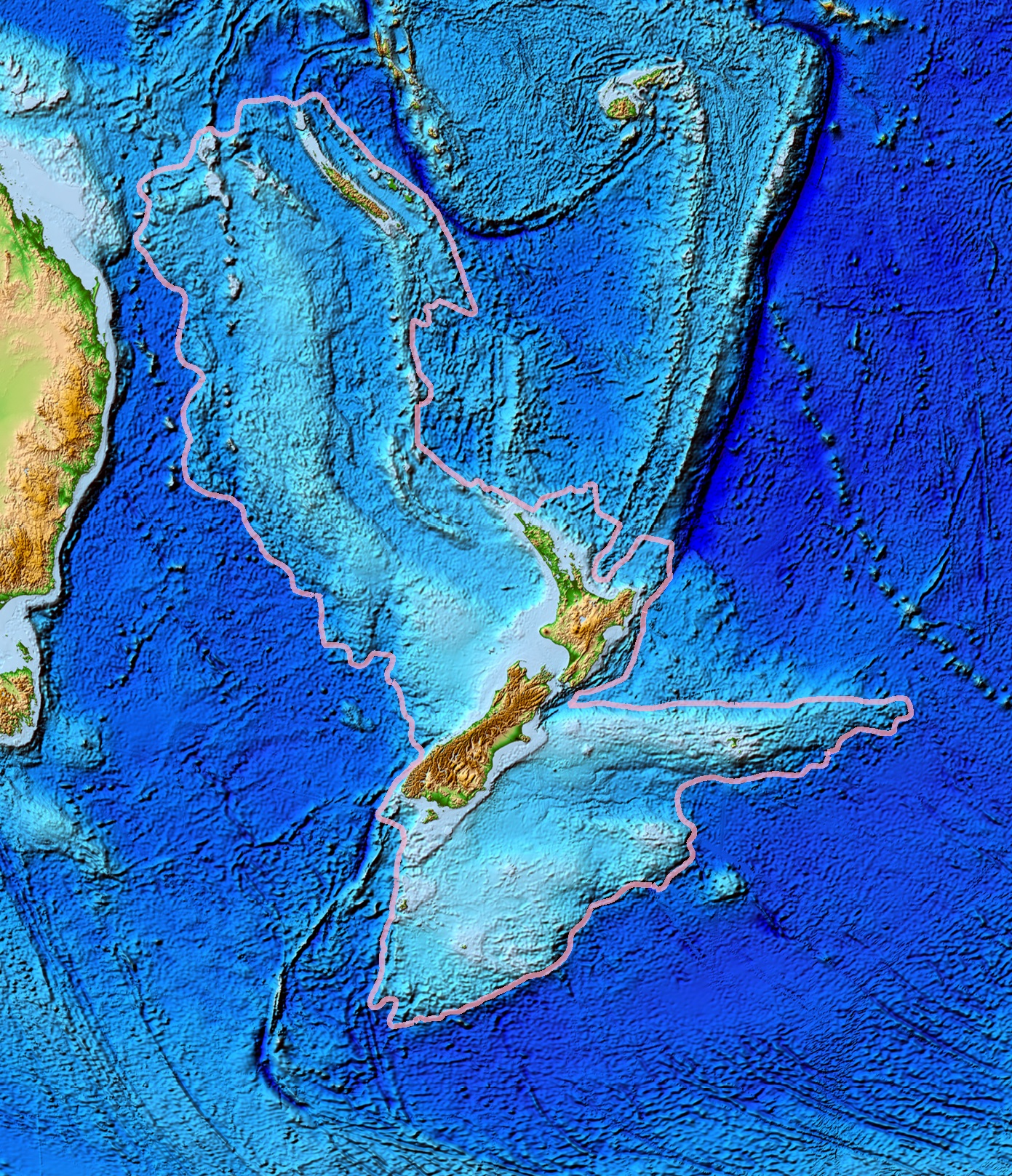
Új-Zéland ma, mint a nagyrészt tenger borította Zélandia kontinens-töredék része

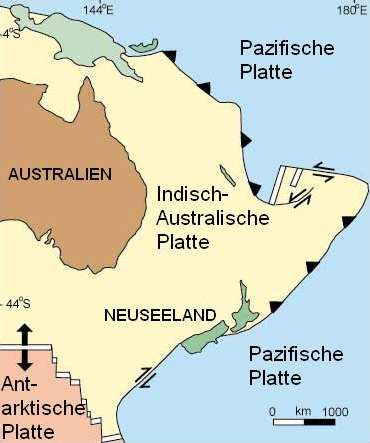
Új-Zéland a Csendes-óceáni és az Ausztrál-indiai-lemezek ütközésénél. A fekete háromszögek csúcsa irányában haladó lemez felül marad, a vele szemben lévő alábukik

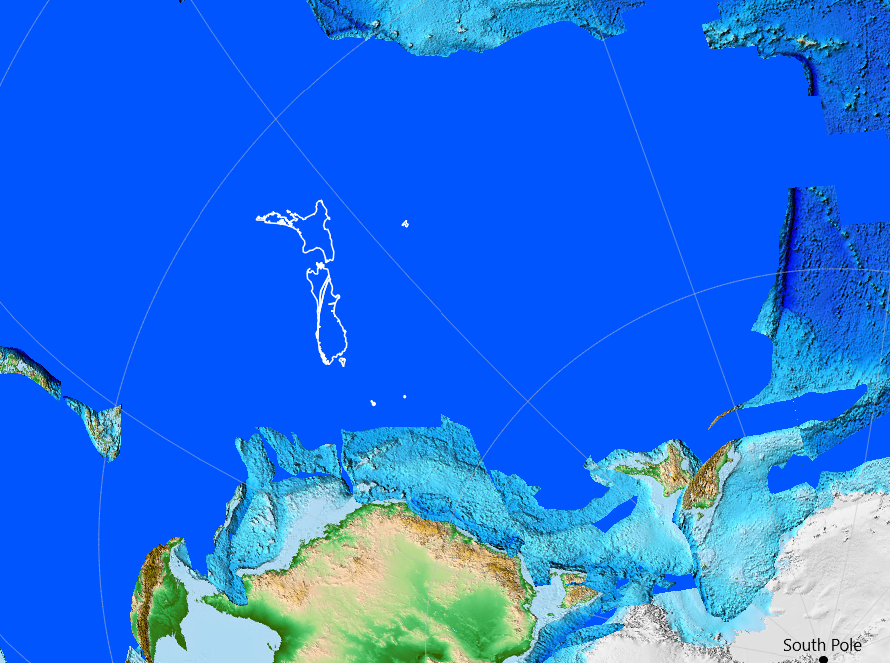
Zélandia helyzete 90 millió évvel ezelőtt (jobb alsó negyed közepén). Új-Zéland két szigetének mai helyzete fehér körvonallal jelezve

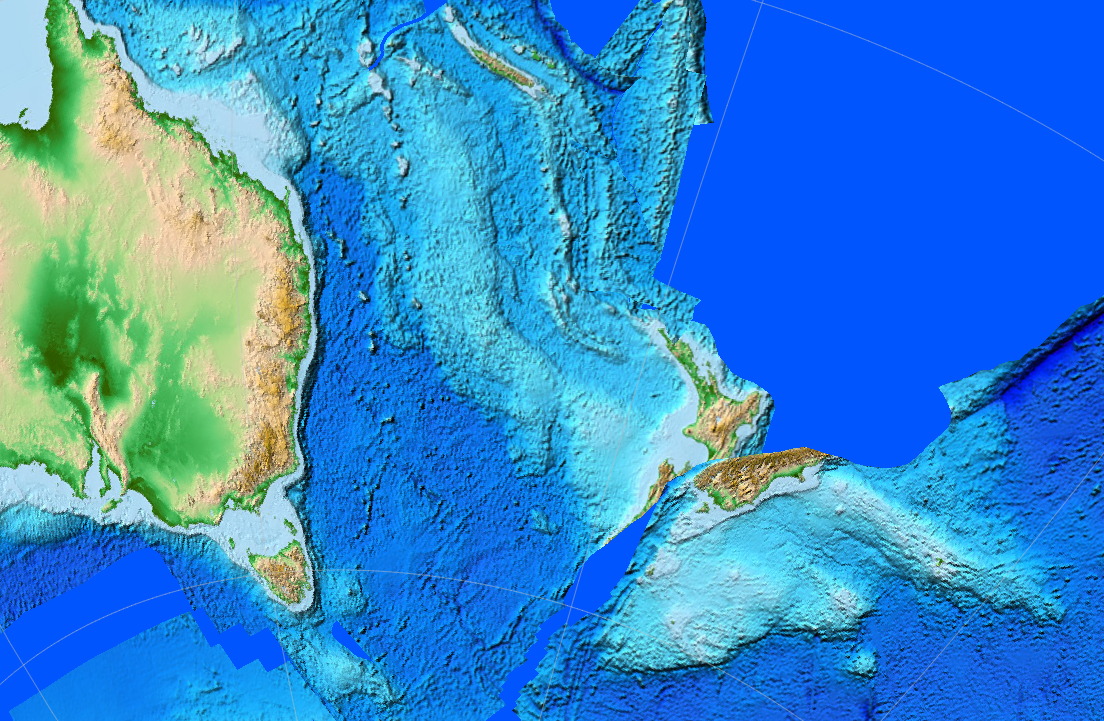
Új-Zéland 30 millió évvel ezelőtt, az úgynevezett alpesi törésvonal (Alpine Fault) aktivizálódása előtt

Új-Zéland földtörténetének vizsgálata azt mutatja, hogy az ennek a rendkívül változatos földterületnek a felszínén található kőzetek általában sokkal fiatalabbak, mint a szomszédos Ausztráliára jellemzőek. A nyugat-ausztráliai Pilbara-kraton 3,6–2,7 milliárd éves kőzetekből áll, ezzel szemben Új-Zélandon csak néhány helyen került felszínre 600 millió évesnél idősebb (prekambriumi) kőzet. Ezek azonban mégis arról tanúskodnak, hogy az Új-Zéland alapját képező mélybeli kéregdarabok, és a tenger alatti környezetét alkotó Zélandia nevű hátság a régmúlt geológiai korokban összefüggtek Ausztráliával.

## Új-Zéland kőzetanyagának kialakulása, az első hegységképződés
A szigetország földtörténete a Gondwana őskontinens szegélyén kezdődött a perm időszakban. Ekkoriban, a karbon-perm eljegesedés után, a nyugatra fekvő kontinensről érkező gleccserek és folyók óriási mennyiségű szárazföldi eredetű anyagot (homok, agyag) raktak le az őskontinens parti tengerében. Ezek a lerakódások alkották a későbbi Új-Zéland (és Új-Kaledónia) geológiai gerincét, a későbbi összepréselődésükből és kőzetté válásukból keletkezett a ma sok helyen található grauvakke (szürke színű, agyagos homokkő) és az argillit (sötét, kristályos agyagkőzet).
A tektonikus mozgások, az akkori Csendes-óceáni-lemez és a Gondwana-lemez ütközése ezeket a könnyebb felszíni rétegeket a kontinens szélén felgyűrte. Az addig a kontinentális talapzaton halmozódó üledék a kréta időszak elején, mintegy 135 millió évvel ezelőtt került először a tenger felszíne fölé, és rendkívül változatos felületű hegyvidék alakult ki. Az ebből az időből származó üledékek páfrányokból és tűlevelűekből álló gazdag növényzetre utalnak. Ekkoriban alakultak ki Új-Zéland jelentős széntelepei.
A következő 100 millió évben azonban ezeket a könnyű üledékes kőzetekből álló hegységeket az erózió elsimította. Már a kréta kor végére, 90 millió évvel ezelőtt egy alacsony, hullámos síkság alakult ki. Ennek a maradványai a mai Új-Zéland felszínén is megfigyelhetőek, Otago központi fennsíkján, a Taieri folyó felső folyásánál, a Rough Ridge és a Knobby- valamint a Lammerlaw-hegységek között.

## Új-Zéland önállósulása, lapos szigetvilág
Amikor 80 millió évvel ezelőtt a Gondwana-lemezben keletkezett törésvonal mentén Új-Zéland elszakadt a kontinenstől és közöttük fokozatosan kialakult a Tasman-tenger, egész területének felszíne erősen lekopott volt, és a mai Norfolk-hátságon át összeköttetésben állt Új-Kaledóniával. 60 millió évvel ezelőtt, a paleocén kezdetén ez a földdarab elérte jelenlegi, 1800 kilométeres távolságát Ausztráliától. 40 millió évvel ezelőtt a kéregmozgások következtében megszakadt a kapcsolat Új-Kaledóniával.
A harmadidőszak elején, az eocénban a szárazulat egy részét elöntötte a tenger, és mészkőrétegeket rakott le. Ezekben alakultak ki a ma látható szép cseppkőbarlangok. Az oligocén kezdetére a mai Új-Zéland jelentős részét elborította a sekély tenger, amiből hosszú, lapos szigetek emelkedtek ki. Helyenként kiterjedt mocsárvilág alakult ki, ennek emlékét őrzik a mai új-zélandi szénmezők. A talaj nem csak erodálódott, hanem el is szegényedett és a felszín sokfelé sziklára és vasat, valamint bauxitot tartalmazó kvarchomokra redukálódott, amit aztán a későbbi vulkáni tevékenység titanomagnetittel gazdagított.
A Tasman-tenger szétnyílása délen egészen a korai eocén korszakig, 53 millió évvel ezelőttig folytatódott. Ezután északon a zélandiai lemeztöredék nyugati része csatlakozott az ausztráliai lemezhez (40 millió évvel ezelőtt). Ugyanakkor új törésvonal keletkezett a zélandiai lemezen belül az ausztráliai lemez és a csendes-óceáni lemez között, ami aztán erős vulkánosodást okozott a mai Új-Zéland területén.

## Új-Zéland a Tűzgyűrű része, új hegységképződés

A Tűzgyűrű

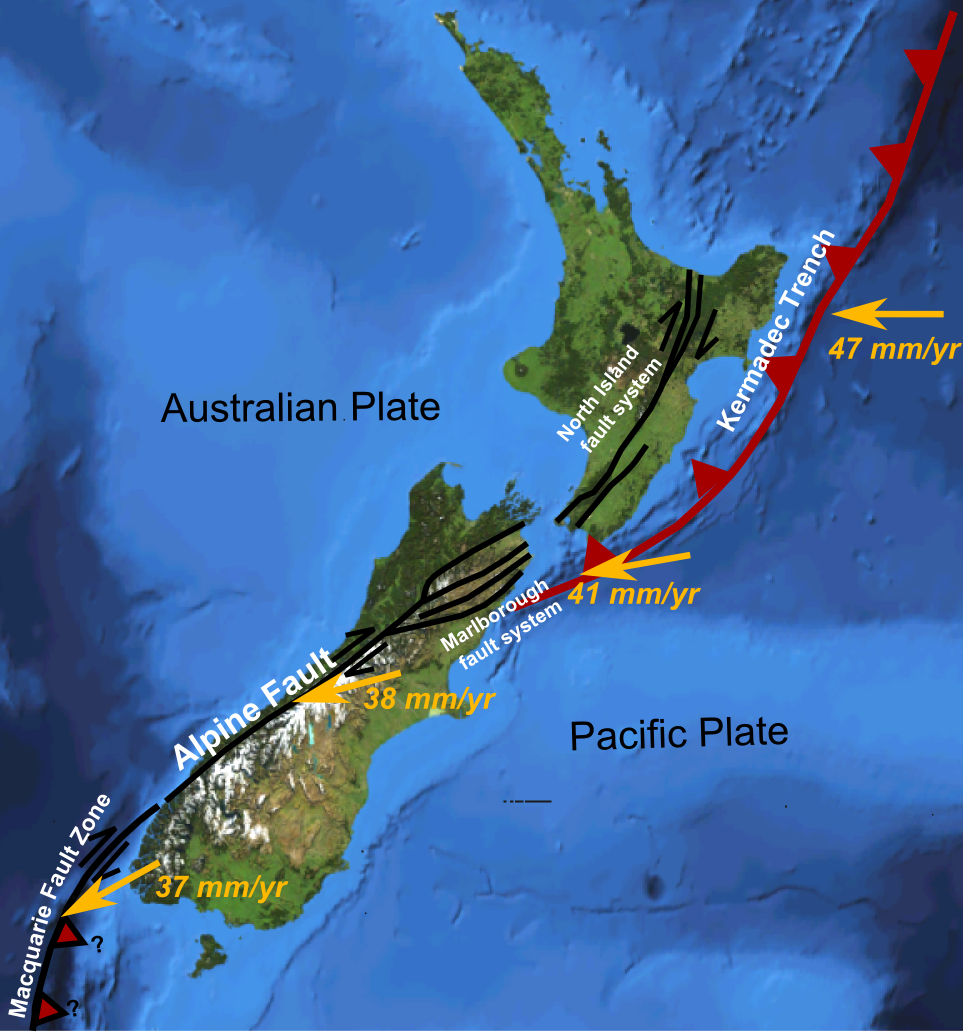
Törésvonalak Új-Zélandon

A miocén végén újabb, nagyon fontos törésvonal-rendszer alakult ki a földkéregben a Csendes-óceáni-lemez terjeszkedésével. Létrejött a nagy óceánt körülvevő Cirkumpacifikus-hegységrendszer, népszerű nevén a Tűzgyűrű, nyugaton az Aleut-szigetektől Kalifornián, Perun át Chiléig, keleten Kamcsatkán, Japánon, a Fülöp-szigeteken, Melanézián és Nyugat-Polinézián át egészen Új-Zélandig, ahol a mélyben a Csendes-óceáni lemez az Ausztrál–Indiai-lemezzel ütközött össze. A törésvonalnak az új-zélandi szakasza a mai Déli-Alpokról az alpesi törésvonal (Alpine Fault) nevet kapta. Az új-zélandi szigettenger mozgásba jött. Hatalmas tűzhányó-tevékenység kezdődött, új hegyláncok emelkedtek fel, megindult a mai felszíni formák kialakulása. Felgyűrt hegységek párhuzamos láncolatai képződtek, közöttük kisebb medencék alakultak ki. A domborzat megváltozott, hegységek tűntek el és újak keletkeztek, a tenger is gyakran benyomult közéjük. A kéregmozgások a pliocén korban (11-2 millió évvel ezelőtt) érték el csúcspontjukat. A törésvonalak délnyugat-északkelet irányban felhasogatták a föld kérgét. Létrejött a Déli-Alpok, a Kaikoura-hegység, valamint az Északi-sziget gerince, a Wellington melletti Rimutaka-hegységtől a Raukumara-hegységig a Keleti-fok mellett. Az új-zélandi geológusok ezt a hegységképződést Kaikoura-orogenezisnek nevezik.
A hegyek felemelkedését, az új, másféle élőterületek kialakulását a növényzet egy része gyorsan követte. Az addig a síkságokon élő Hebe és Coprosma fás növénycsaládok azóta a tengerszinttől a hóhatárig mindenütt előfordulnak. Több más, ma már alpesi növény- és állatfaj, mint például a kea, valószínűleg síkvidéki fajokból fejlődött ki. A rovarok közül is számos faj alkalmazkodott az újonnan létrejött alpesi környezethez.

## A utolsó jégkorszak hatásai
A modern új-zélandi földfelszín kialakulásának utolsó szakaszára a 2,4 millió évvel ezelőtt kezdődött pleisztocén korban fellépő negyedidőszaki eljegesedés idején került sor. A pleisztocén idején volt az első nagy, az egész Földre kiterjedő lehűlés, azaz jégkorszak egészen a 235 millió évvel ezelőtti perm időszak óta. Új-Zélandot is, különösen a Déli-szigetet, erősen érintették a pleisztocén glaciálisai, amelyekből mintegy 20 váltogatta egymást a melegebb interglaciális korszakokkal. Az utolsó nagy eljegesedés, aminek új-zélandi megnyilvánulását Otiran-glaciálisnak nevezik, 100 000 évvel ezelőtt kezdődött, csúcspontját a 25 000-15 000 évvel ezelőtti időszakban érte el. és 10 000 évvel ezelőtt ért véget. (Ennek volt a megfelelője az északi félgömbön a Würm-glaciális).
Az Otiran-glaciális csúcspontján a világtenger szintje 130 méterrel volt alacsonyabb a mainál. Ekkoriban az Északi-sziget és a Déli-sziget összefüggött, ugyan nem a túlságosan is mély Cook-szoroson keresztül, hanem attól nyugatra egy szélesebb földháton. A mai part menti kisebb-nagyobb szigetek is a szárazföld részei voltak. A Déli-szigeten számtalan helyen, de még az Északi-sziget magas vulkáni kúpjain is – amennyiben éppen nem működtek – gleccserek alakultak ki. Ezek többféle módon is nagy átalakító hatással voltak a földfelszínre. Lecsiszolták a hegyoldalakat, a sziklákat, fjordokat, völgyeket vájtak és morénákat építettek, de emellett porrá is őrölték maguk alatt a kőzeteket. A gleccserek elolvadása után a visszamaradt port a szél széthordta, és az végül löszként fedte be a környező tájat. Ennek eredményeképpen a Déli-sziget központi felföldjeit, keleti síkságait helyenként 15 méter vastag termékeny lösztakaró borítja. Nagyrészt ezeken a területeken alakultak ki a jellegzetes új-zélandi füves puszták. A helyekből lefutó vizeknek a sík területeken elfajult medrei többfelé érdekes vizes élőhelyeket hoztak létre.

## A jelenkori szeizmikus tevékenység
A tektonikus aktivitás a jelenkorra valamelyest csökkent, de nem szűnt meg. A Csendes-óceáni és az Ausztrál–Indiai-lemezek egymásnak feszülése mindmáig tart, komoly szeizmikus jelenségekkel. Új-Zélandon évente sok száz esetben van földrengés, de a Richter-skála szerinti 6–7 erősségű földrengés valószínűsége évente legfeljebb egy, a 7–8 közötti tízévenként egy, míg 8-asnál nagyobb földmozgás legfeljebb százévenként egyszer fordul elő. Ilyen erős földrengés Új-Zéland dokumentált földtörténetében csak az 1855. évi wairarapai katasztrófa volt. Ekkor egy helyen a törésvonal két oldala egymáshoz képest 18 méterrel tolódott el. Súlyos károkat, és 256 ember halálát okozta az 1931. évi földrengés is, melynek Hawke-öböl volt az epicentruma. A 2011-es christchurchi földrengés is 185 áldozatot követelt.
Az alábukó lemez, ami Új-Zélandnál az Ausztrál–Indiai-lemez, szubdukciós vulkanizmust hoz létre, különösen az Északi-sziget központi területein. A kitörések a jelenkorban is gyakoriak, a Ruapehu 2007-ben, a Tongariro vulkán 2012-ben tört ki. A White-sziget egésze tulajdonképpen egy tűzhányó, ahol a vulkáni tevékenység szinte folyamatos. A legutóbbi nagyobb kitörés 2013-ban volt.

## Új-Zéland mai felszínének geológiai szerkezete

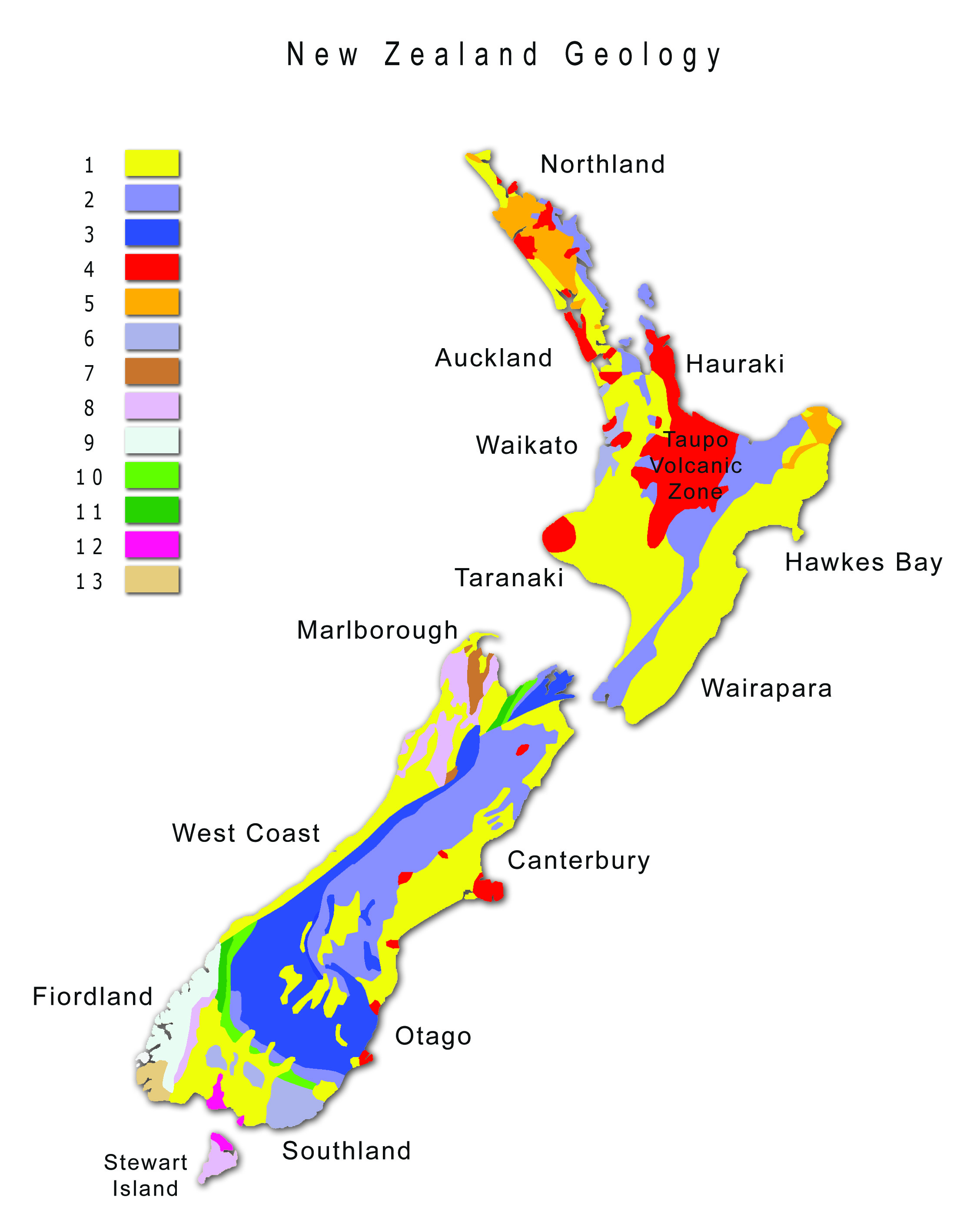
Új-Zéland geológiai szerkezete

| Jelmagyarázat a bal oldali térképhez | Jelmagyarázat a bal oldali térképhez                                          | Jelmagyarázat a bal oldali térképhez | Jelmagyarázat a bal oldali térképhez |
| Sorszám                              | Kőzet                                                                         | Földtörténeti korszak                | Kor (millió év)                      |
| ------------------------------------ | ----------------------------------------------------------------------------- | ------------------------------------ | ------------------------------------ |
| 1.                                   | üledékes kőzetek                                                              | kréta                                | 145,5 – 65,5 és 55,8 – 0             |
| 2.                                   | grauvakke                                                                     | perm – triász                        | 299 – 199,6                          |
| 3.                                   | csillámpala                                                                   | karbon – kréta                       | 359,2 – 65,5                         |
| 4.                                   | vulkáni kőzet                                                                 | kréta és kainozoikum                 | 145,5 – 65,5 és 55,8 – 0             |
| 5.                                   | üledékek és ofiolit A Northland és a keleti part allochton részei             | kréta és oligocén                    | 145,5 – 65,5 és 33,9 – 23,03         |
| 6.                                   | piroklasztikus kőzetek                                                        | triász – jura                        | 251 – 145,5                          |
| 7.                                   | mészkő, üledékes kőzetek és vulkáni kőzet (központi és keleti üledékes zónák) | kambrium – devon                     | 542 – 359,2                          |
| 8.                                   | gránit                                                                        | paleozoikum és kréta                 | 542 - 251 és 145,5 – 65,5            |
| 9.                                   | metamorf kőzetek (nyugati fjord-zóna)                                         | paleozoikum és kréta                 | 542 - 251 és 145,5 – 65,5            |
| 10.                                  | ofiolit és piroklasztika                                                      | perm                                 | 299 – 251                            |
| 11.                                  | piroklasztikus és vulkánikus kőzetek                                          | perm                                 | 299 – 251                            |
| 12.                                  | mafikus-ultramafikus komplexum                                                | paleozoikum és kréta                 | 542 - 251 és 145,5 – 65,5            |
| 13.                                  | grauvakke (nyugati üledékes zóna)                                             | kambrium – ordovícium                | 542 - 443,7                          |

## Fordítás
Ez a szócikk részben vagy egészben a Geologie Neuseelands című német Wikipédia-szócikk ezen változatának fordításán alapul.  Az eredeti cikk szerkesztőit annak laptörténete sorolja fel. Ez a jelzés csupán a megfogalmazás eredetét és a szerzői jogokat jelzi, nem szolgál a cikkben szereplő információk forrásmegjelöléseként.

## Kapcsolódó szócikk
- Új-Zéland élővilága